# Urban IV.

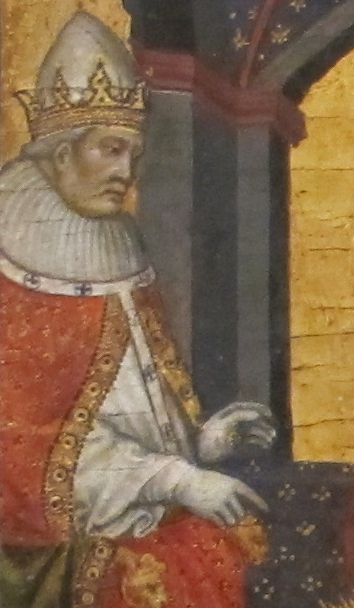
Urban IV. (Ausschnitt aus dem Gemälde St. Thomas von Aquin präsentiert Papst Urban IV. seine Liturgie zum Fronleichnamsfest von Taddeo di Bartolo, ca. 1403)

Urban IV., ursprünglich Jacques Pantaléon (* vor 1200 in Troyes; † 2. Oktober 1264 in Perugia), war von 1261 bis zu seinem Tod Papst.

## Werdegang
Urban IV. war der Sohn eines Schusters in Troyes. Er studierte in Paris Theologie und wurde zunächst Kanonikus in Laon, dann Archidiakon in Lüttich. Innozenz IV. betraute ihn mit einer Legation nach Polen, wo er im Jahre 1248 zu Breslau eine Synode der Gnesener Kirchenprovinz leitete. 1251 erhob ihn Innozenz IV. zum Bischof von Verdun. Dass er diese schwer verschuldete Diözese geschickt verwaltete, veranlasste Alexander IV. dazu, ihn im Jahr 1255 zum Patriarchen von Jerusalem zu machen.
Am 29. August 1261 wurde er in einem nur acht Kardinäle umfassenden, drei Monate andauernden Konklave gewählt und am 4. September des gleichen Jahres gekrönt. Da er selbst nicht zum Kardinal erhoben worden war, gehörte er diesem Konklave nicht an.

## Pontifikat

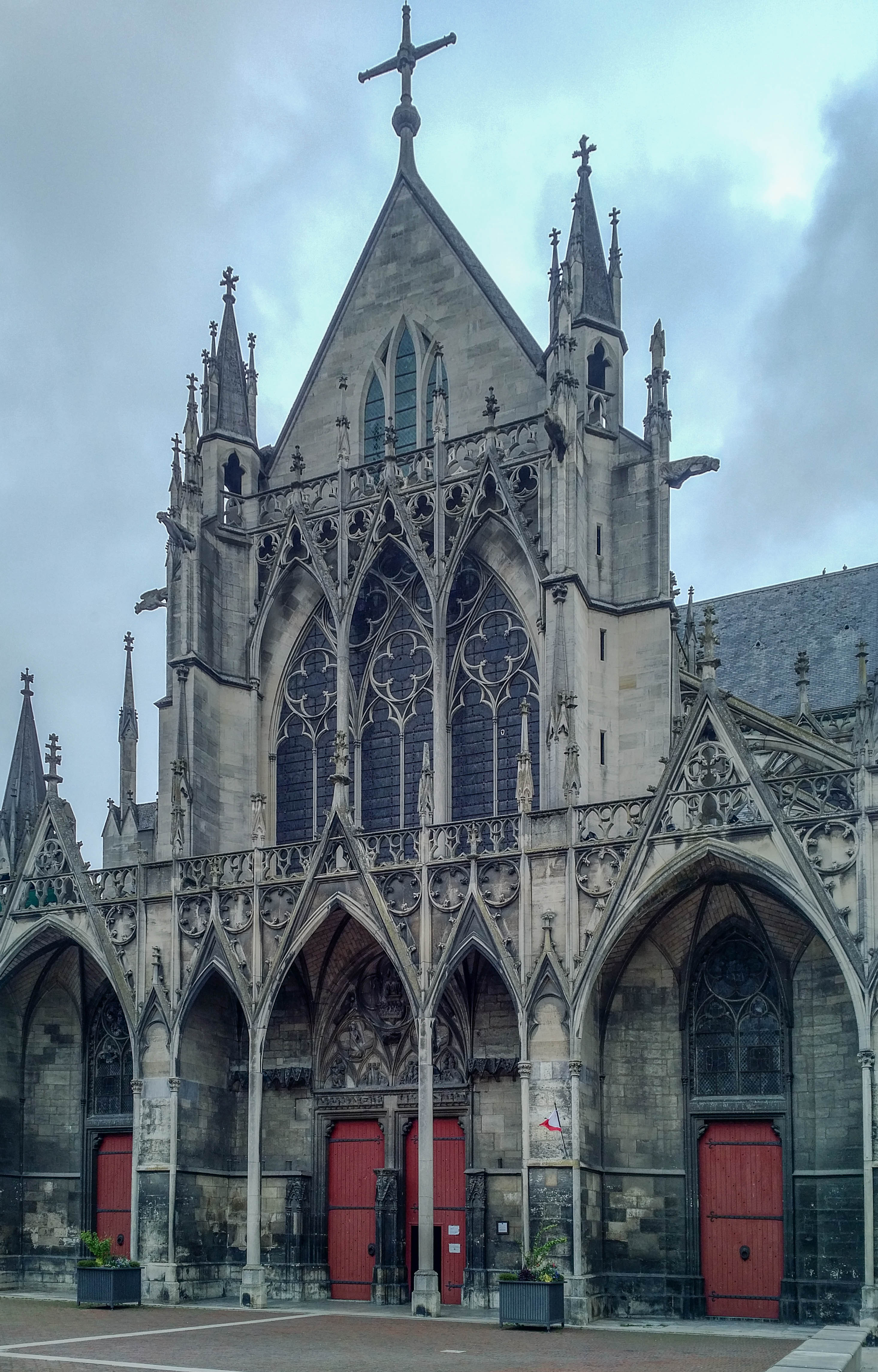
Pfarrkirche St-Urbain in Troyes, gestiftet von Urban II.

Während seines Pontifikats residierte Urban IV. in Orvieto und Viterbo und hat Rom nie betreten. Er setzte die stauferfeindliche Politik seiner Vorgänger fort. König Manfred von Sizilien machte dem Papst ein auch finanziell stark untermauertes Friedensangebot. Dafür sollte der Papst Manfred als König von Sizilien anerkennen. Doch das Angebot scheiterte am Misstrauen der stauferfeindlichen Kurie. Der Papst fällte nun eine auch für das Papsttum verhängnisvolle Entscheidung. Urban entschied, den Grafen Karl von Anjou, den kriegerischen Bruder des französischen Königs Ludwig IX. des Heiligen, mit Sizilien zu belehnen, und legte im Juni in vierundzwanzig Artikeln die Bedingungen dafür fest. Durch das mit Frankreich eingegangene Bündnis dieses ersten französischen Papstes des Jahrhunderts begann die französische Abhängigkeit des Papsttums, die im Avignonesischen Papsttum ihren Höhepunkt erreichte. König Ludwig hatte die Erbfolge des jungen Konradin von Hohenstaufen bereits anerkannt und missbilligte das Werben des Papstes um seinen Bruder. Obwohl (oder vielleicht auch weil) dem Papst der rücksichtslose Charakter Karls von Anjou bekannt war, bestand er auf dessen Belehnung. Am 28. Juni 1263 erklärte der Papst die Belehnung Edmunds von Lancaster mit Sizilien durch seinen Vorgänger Alexander IV. im Jahre 1255 für erloschen und übertrug sie im Vertrag von Viterbo am 15. August 1264 an den Grafen Karl. Dass dieser keine Rücksicht auf die Wünsche und Erwartungen des Papstes nahm, zeigte sich, als er nun sofort vom Papst die römische Senatorenwürde auf Lebenszeit forderte. Nun befand sich der Papst, auch nach eigenen Worten, „zwischen Scylla und Charybdis“. Damit hatte der Papst eine Entwicklung ausgelöst, die er nicht im Entferntesten zu überblicken vermochte.

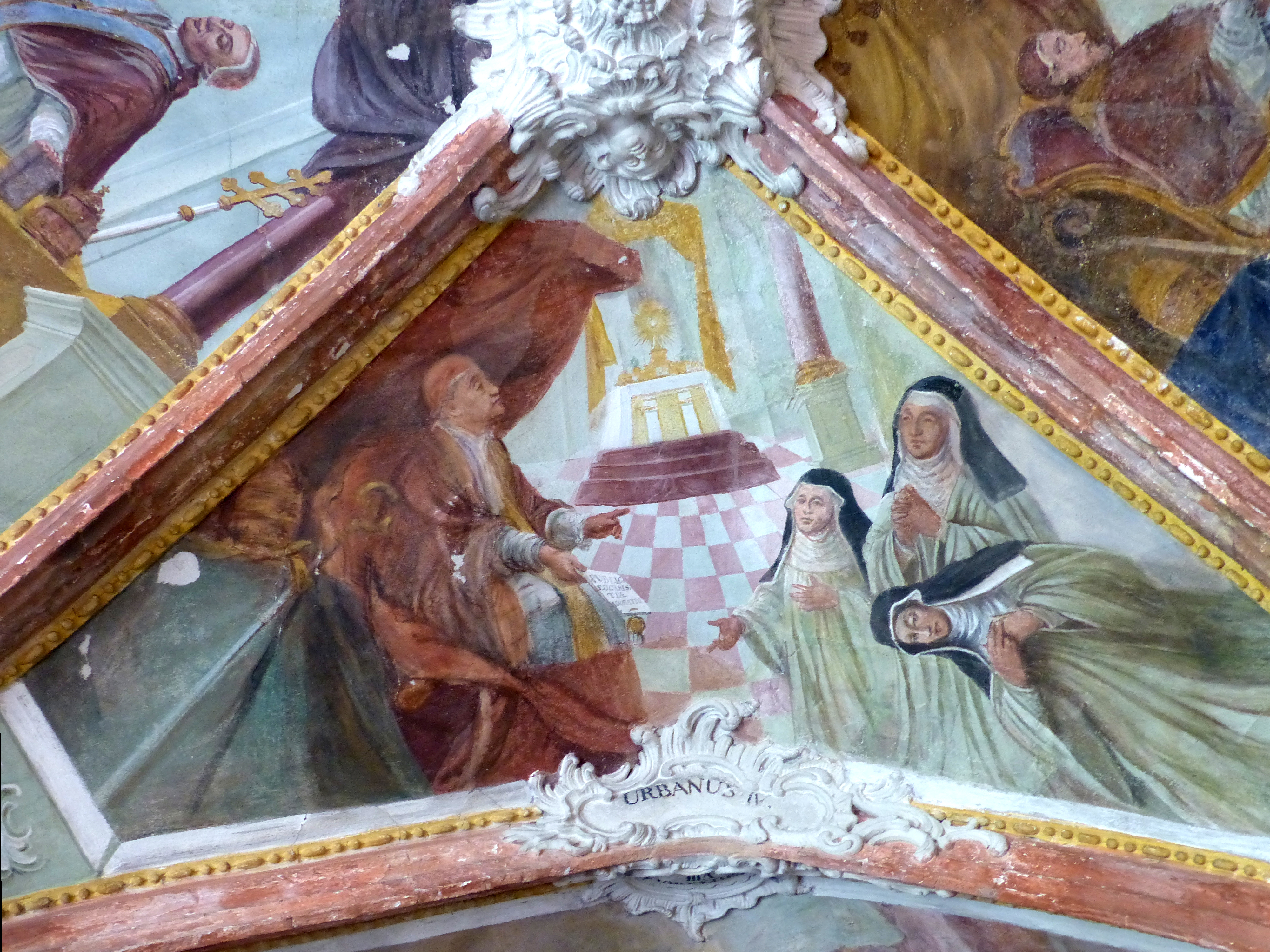
Papst Urban IV, Fresko im Kreuzgang des Klosters Zlatá Koruna (Tschechien)

Im August 1261 war das Lateinische Kaiserreich von Konstantinopel von den Byzantinern zurückerobert worden. Urban IV. bemühte sich daraufhin erfolglos, einen Kreuzzug zur Wiedererrichtung des Reiches anzustoßen.
Am 11. August 1264 ordnete er in der Bulle Transiturus de hoc mundo das Fronleichnamsfest als Fest für die gesamte Kirche an. Er starb im gleichen Jahr in Perugia und wurde im dortigen Dom San Lorenzo beigesetzt. 1935 wurden seine Gebeine in die von ihm gestiftete Basilika St-Urbain in seiner Geburtsstadt Troyes gebracht und im Chor bestattet.

## Legende
Der Sage nach war es Papst Urban IV., der dem aus dem Venusberg zurückgekehrten Minnesänger Tannhäuser die Absolution verweigerte, weil diesem so wenig Heil werden könne, wie der Priesterstab in seiner Hand zu erblühen vermöchte. In der Sage freilich ergrünt der Priesterstab dem päpstlichen Diktum zum Trotz, weswegen die Legende die Verdammnis auf Urban IV. geworfen sieht.

## Regesten- und Quellenwerke
- Regesta Pontificum Romanorum inde ab anno post Christum natum MCXCVIII (1198) ad annum MCCCV (1304). Ed. August Potthast, Bd. 1–2 Berlin 1874–1875; (Nachdruck Graz 1957), Nr. 1474–1542.
- Ex Urbani IV registro. In: Epistolae saeculi XIII e regestis pontificum Romanorum selectae. Teil 3. Herausgegeben von Karl Rodenberg. Berlin 1894, S. 474–626 (Monumenta Germaniae Historica, Digitalisat)
- Johann Friedrich Böhmer: Regesta Imperii: Bd. V/3, Nr. 1441–1465